# Sant'Elpidio a Mare
Sant'Elpidio a Mare (prononcé : [ˌsantelˈpiːdjo a ˈmaːre]) est une commune italienne d'environ 17 070 habitants située dans la province de Fermo, dans la région Marches, en Italie centrale.

## Géographie
Sant'Elpidio a Mare est située sur une crête subappennienne de la région des Marches entre les basses vallées de la rivière Tenna et du torrent Ete Morto, à 9 kilomètres de la mer Adriatique.

## Histoire
Cette ville doit son nom à Elpidio, un puissant chevalier antique, qui sauva la ville d’un assaut, à moins qu’il ne s’agisse d’un autre Elpidio, anachorète du IVe siècle probablement originaire de Cappadoce et qui vécut dans le Piceno où s’est répandu son culte ; il est vénéré comme saint par l’Église catholique.
En 887, dans la même partie de la ville détruite, fut fondée l’une des plus anciennes et puissantes abbayes bénédictines des Marches : l'Abbaye impériale de Sainte-Croix à l'église. 
Le bourg médiéval, connu sous le nom de « Castello di Sant'Elpidio », est né au XIe siècle sur la colline au sommet de laquelle se trouve l’église de la Madone des Lumières.
Élevé au rang de libre commune, en 1250, Frédéric II de Souabe, il lui concéda la construction d’un port entre les rivières Chienti et Tenna.
Elle fut au cours des siècles suivants au centre d’âpres batailles avec sa voisine Fermo. 
Pillée en 1328 par les troupes de mercenaire de Monteverde, elle fut une nouvelle fois détruite par Rinaldo da Monteverde en 1376 et 1377.
En 1380, les Elpidiens ont reconstruit le pays.
En 1431, l’armée de Francesco Sforza  pille le village.
En 1797, le général russe de l’armée de Napoléon Bonaparte rassemble les milices locales fidèles au pape sur le col des Capucins et englobe le pays dans le département du Tronto, avec la capitale Fermo. En 1828, le pape Léon XII émet une bulle avec laquelle est attribué le titre de ville. Pendant la Seconde Guerre mondiale, le territoire est administré par la République sociale italienne.
En 1952, le hameau du Port devient une commune autonome sous le nom de Porto Sant' Elpidio.

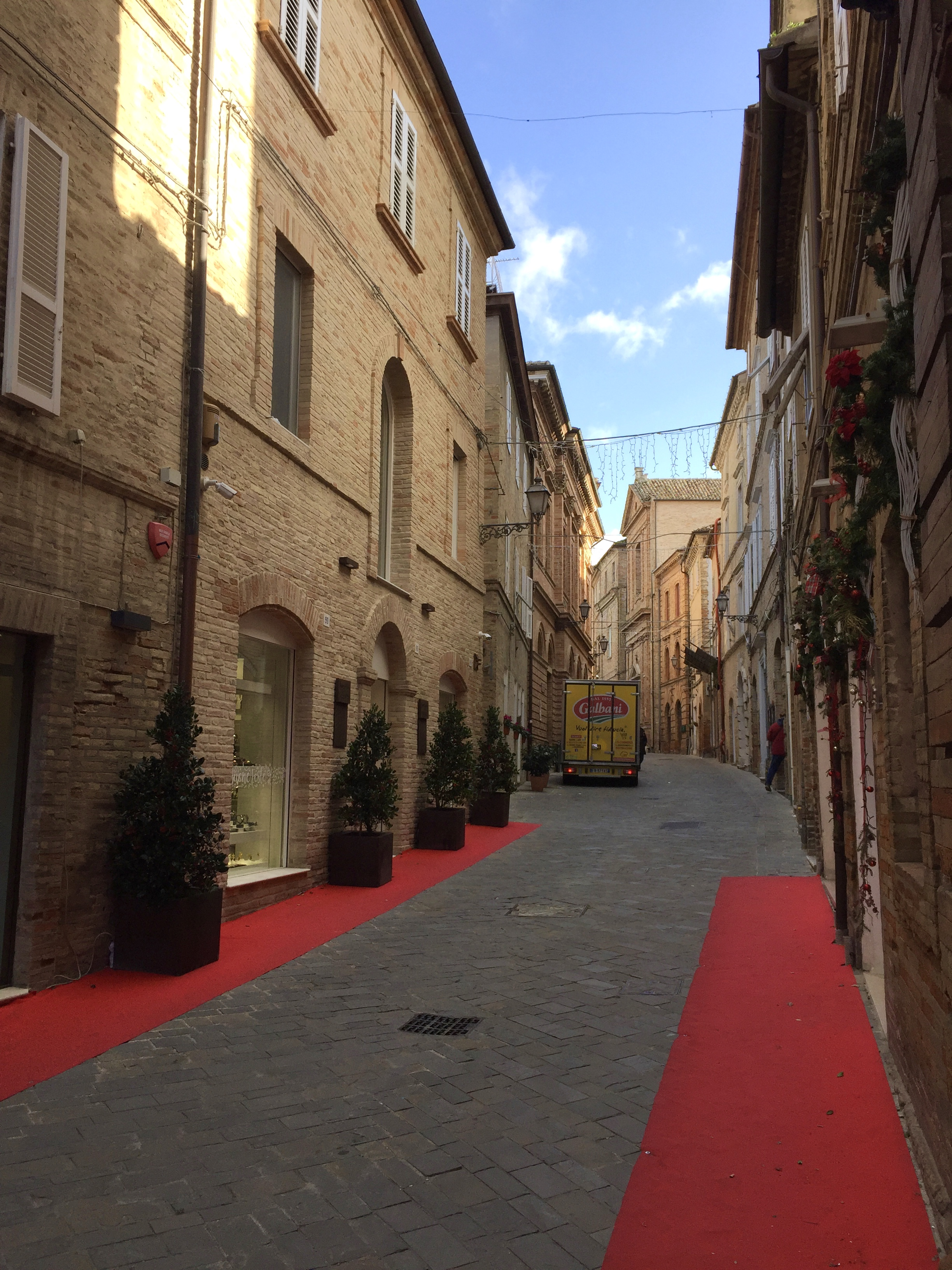
Corso Baccio dans le Centre historique.

## Monuments et patrimoine

### Architecture Religieuse
- Église de Notre-Dame des Lumières

Elle fut construite au XIIIe siècle sous le nom d’église de Saint Augustin. Philippe III de France, quatrième fils du roi saint Louis IX, pendant le XIVe Concile œcuménique, ouvert à Lyon le 7 mai 1274 et se terminant le 17 juillet 1274, il donne en signe de profonde dévotion envers le bienheureux Clément une personnalité éminente de l’Ordre augustinien, béatifié par le Pape Clément XIII en 1761, une épine de la couronne de Jésus Christ. Le Frère donne le don précieux au couvent de Sant'Elpidio où ils étudièrent entre autres saint Nicolas de Tolérance et saint Jacques de la Marque. Dans la nuit du 8 septembre 1377 l’armée dirigée par Rinaldo da Monteverde privait l’église de la sainte Relique qui est actuellement conservée dans l’église de Sant’Agostino à Fermo.

- Église de Sant'Elpidio Abate

Érigée au XIIIe siècle en tant que Piève, en 1590 on lui attribue le titre de collégiale simple. Le 11 octobre 1591, le pape Grégoire XIV l’élève comme éminente collégiale et, en 1857, le pape Pie IX comme perinsigne collégiale. De la construction primitive, est conservée l’abside et une grande partie de la structure externe. La façade réalisée dans la seconde moitié des années 1930 en style néo-roman se vante de la présence d’une rosace et d’une mosaïque sur la lunette du portail qui représente Sant’Elpidio Abate flanqué des saints Ennesio et Eustasio. Le flanc de l’église qui délimite la place Giacomo Matteotti conserve 5 fenêtres de la construction originelle du XIIIe siècle; le reste a été presque entièrement reconstruit en 1639. L’intérieur a été réalisé dans un style néoclassique. Derrière l’autel majeur du XVIe siècle a été inséré un haut-relief d’un sarcophage romain en marbre de Paros du IVe siècle qui représente une scène de chasse au lion et qui conserve à l’intérieur les os du patron sant’Elpidio Abate et des disciples sant’Ennesio et saint Eustasio. Au-dessus de l’autel principal, Nicola Antonio Monti a réalisé à la fin du XVIIIe siècle un tableau dans lequel il représente la Bienheureuse Vierge Marie montant au ciel. La Mostra d’Altare (retable ayant une fonction de tabernacle) accueillant une statue de Notre-Dame de Lorette et réalisée en style baroque par Angelo Scoccianti dans le transept droit de l’église en 1702, est la plus grande réalisée dans la région des Marches[réf. nécessaire].
- Abbaye impériale de Santa Croce al Chienti
- Eglise de San Giovanni
- Sanctuaire de la Madonna degli Angeli
- Eglise de Sant'Agostino
- Eglise de San Francesco
- Basilique du Latran de la très sainte Marie de la Miséricorde
- Eglise de San Giuseppe
- Eglise de San Filippo Neri
- Oratorio des Philippins
- Eglise du Sacro Cuore
- Eglise du très saint Sacrement
- Eglise de San Michele Arcangelo

### Architecture civile
- La tour de Jérusalem (Torre gerosolimitana)
- les Remparts
- Les trois portes de la Ville : Porte Canal, Porte Marine et Porte Romaine
- Palais Communal
- Théâtre Luigi Cicconi
- Fontaine de la Pupa
- Palais du Marquisat de Sainte Catherine
- Villa Brancadoro
- Palais Montalto Nannerini
- Palais Brancadoro
- Palais Manlio-Fratalocchi
- Palais Gherardini

### Musées
- Archives historiques
- Pinacothèque civique
- Musée de la chaussure
- Musée des fossiles
- Observatoire astronomique

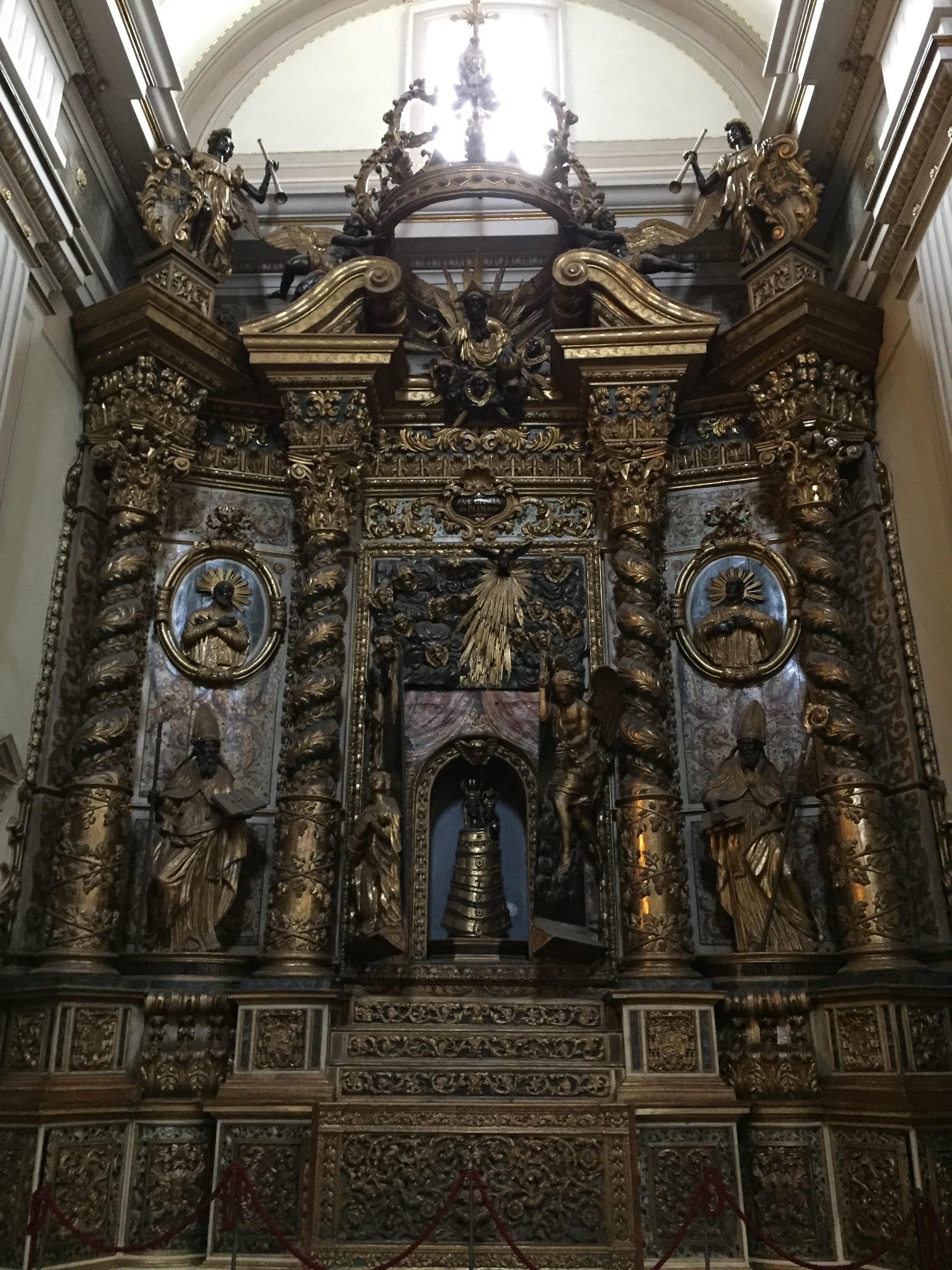
La Mostra d’Altare baroque de la Madone de Lorette en l’église de Sant’Elpidio Abate.
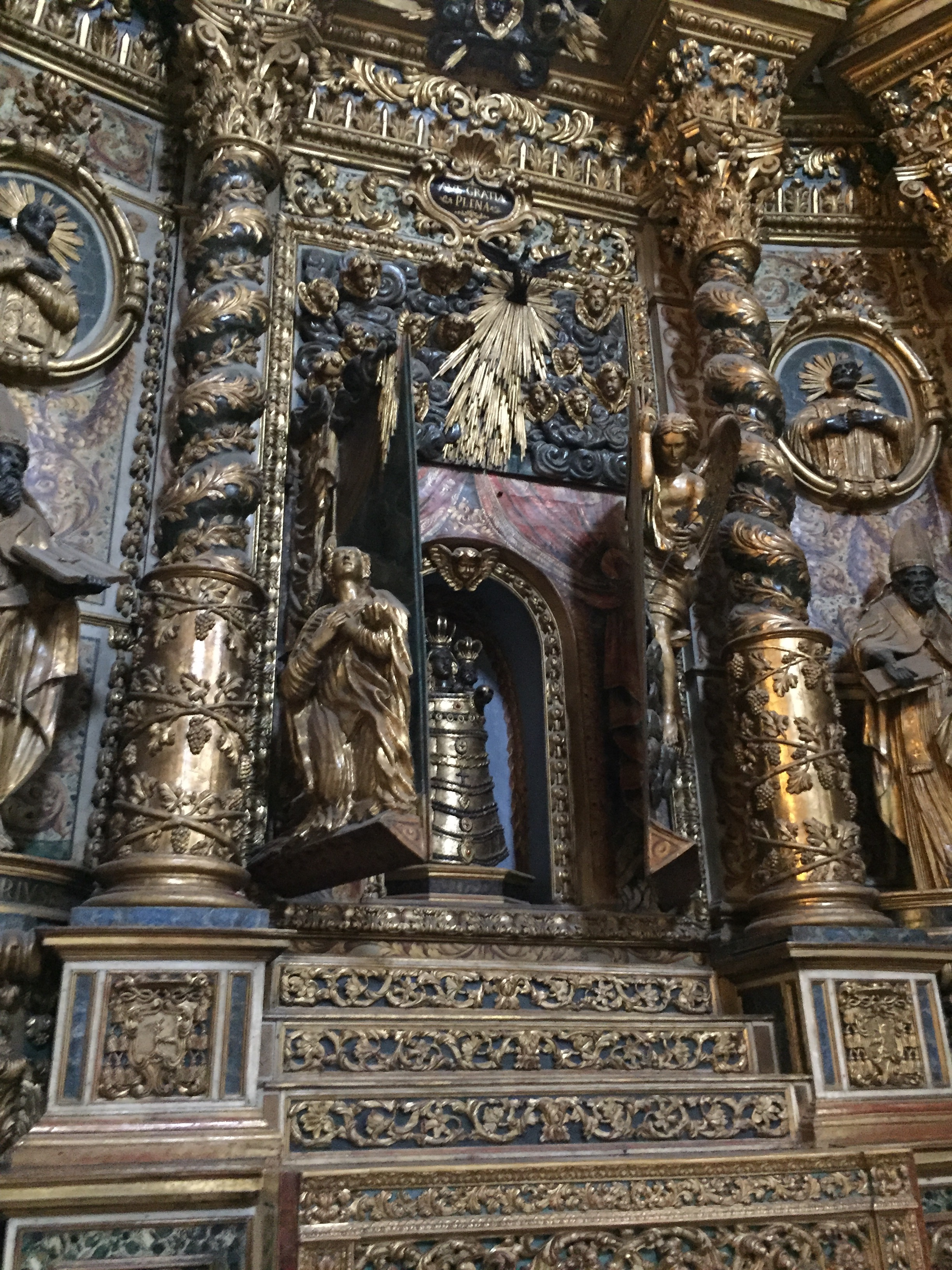
Détail de la Mostra d’Altare, avec ouverture en bas-relief.
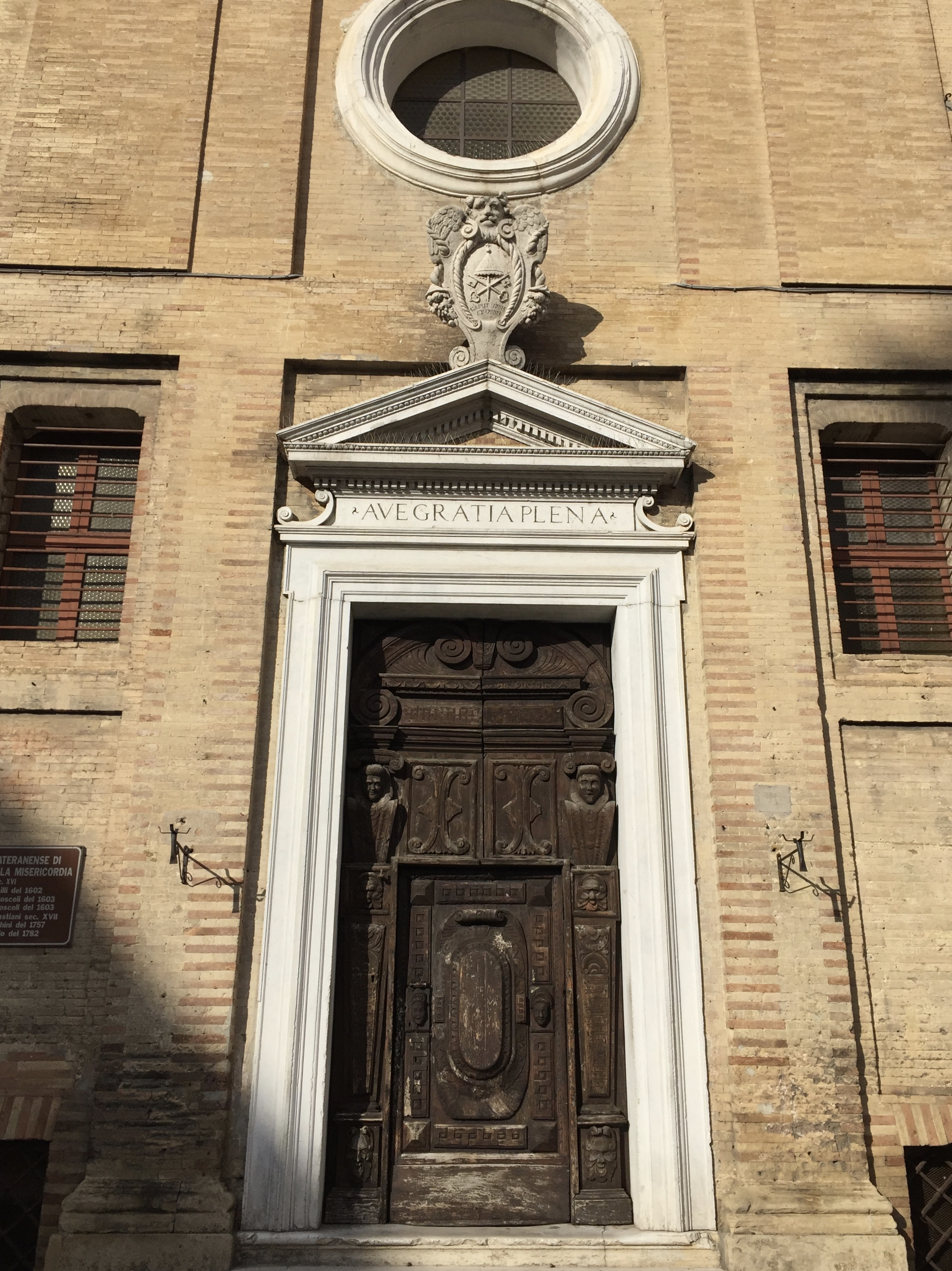
Basilique du Latran de la très sainte Marie Santissima de la Miséricorde.
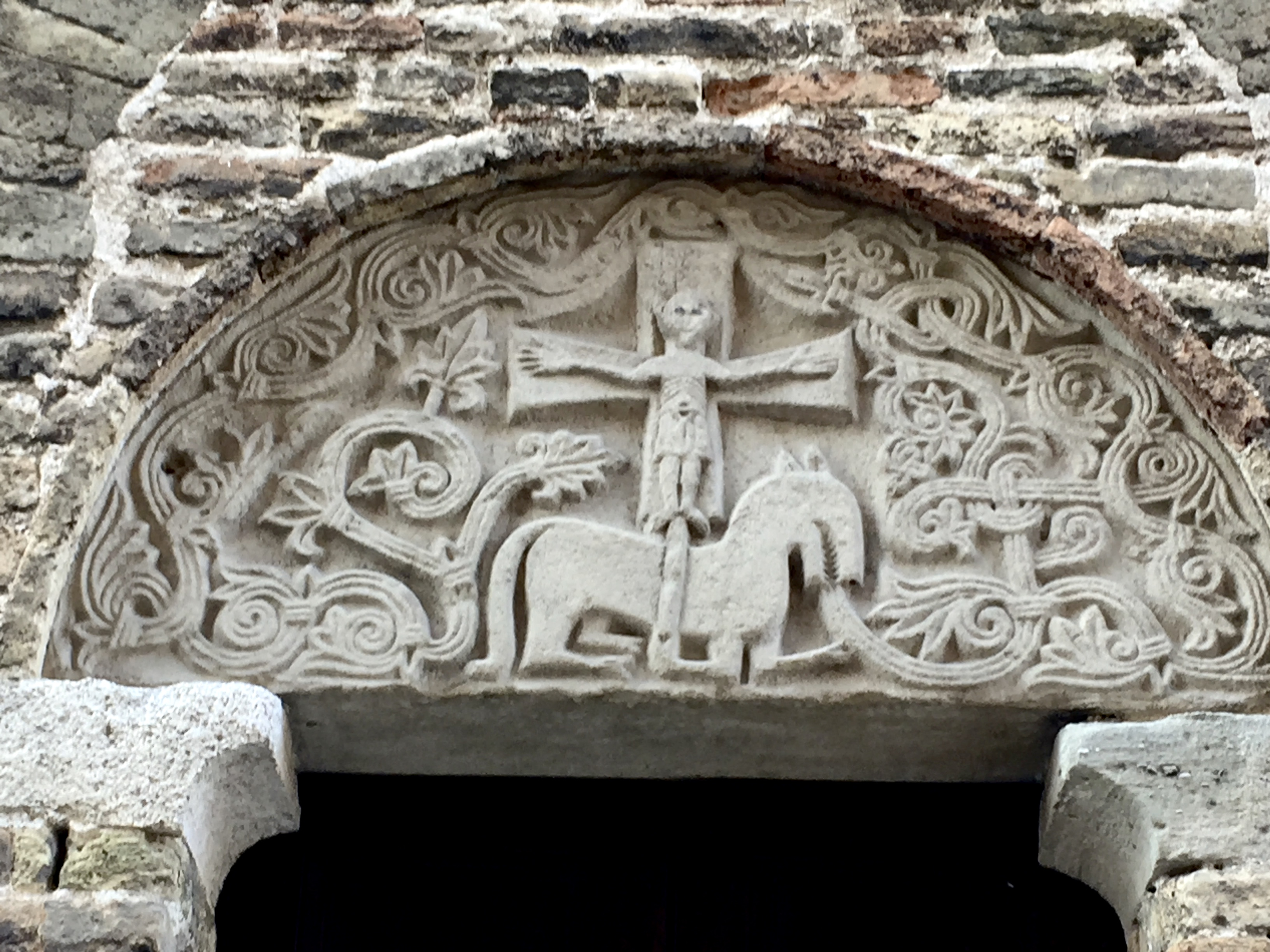
Fronton circulaire de la Torre Gerosolimitana (XIIIe siècle).
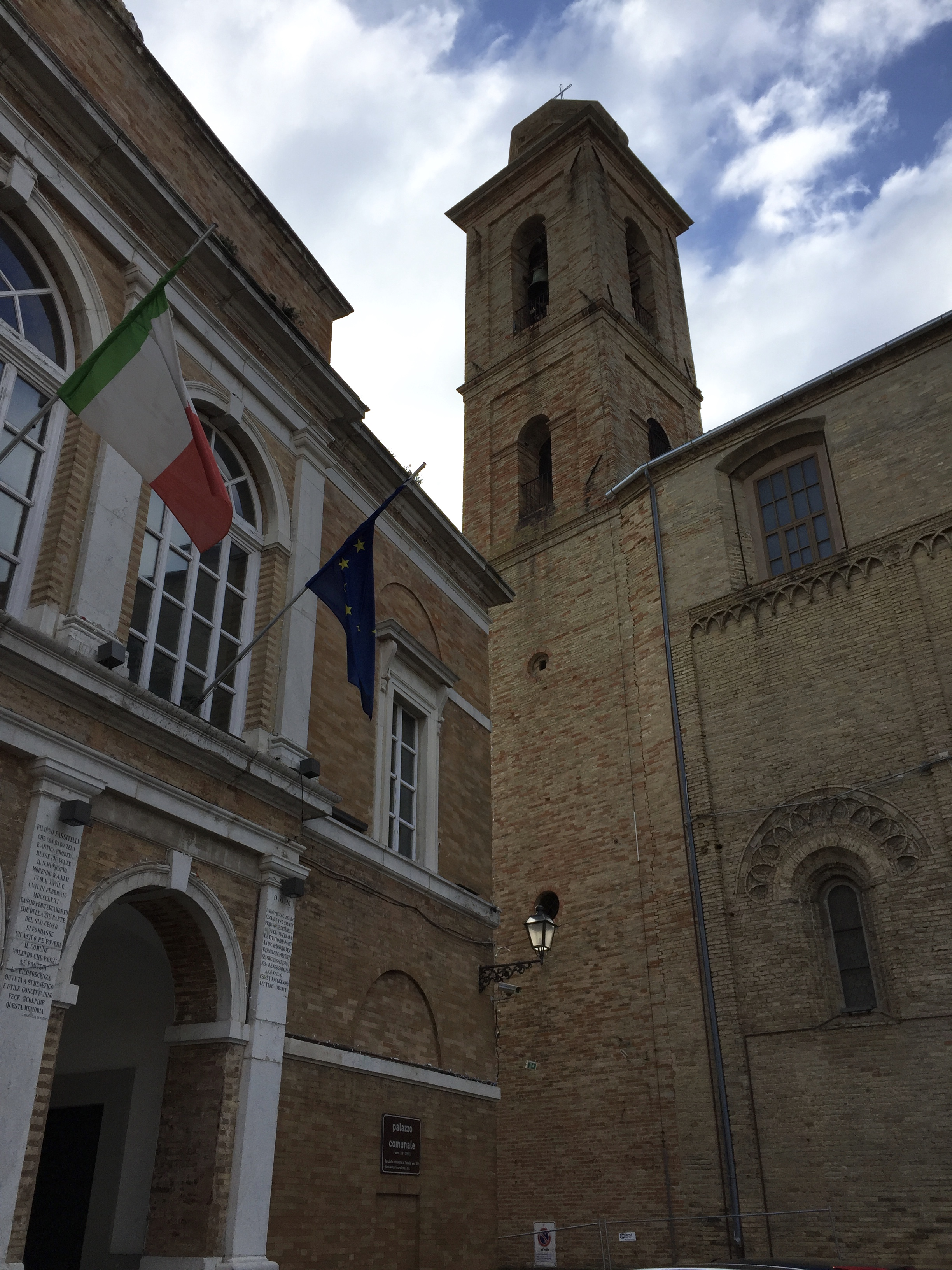
Le Palais communal avec le clocher de Sant’Elpidio Abate en arrière-plan.
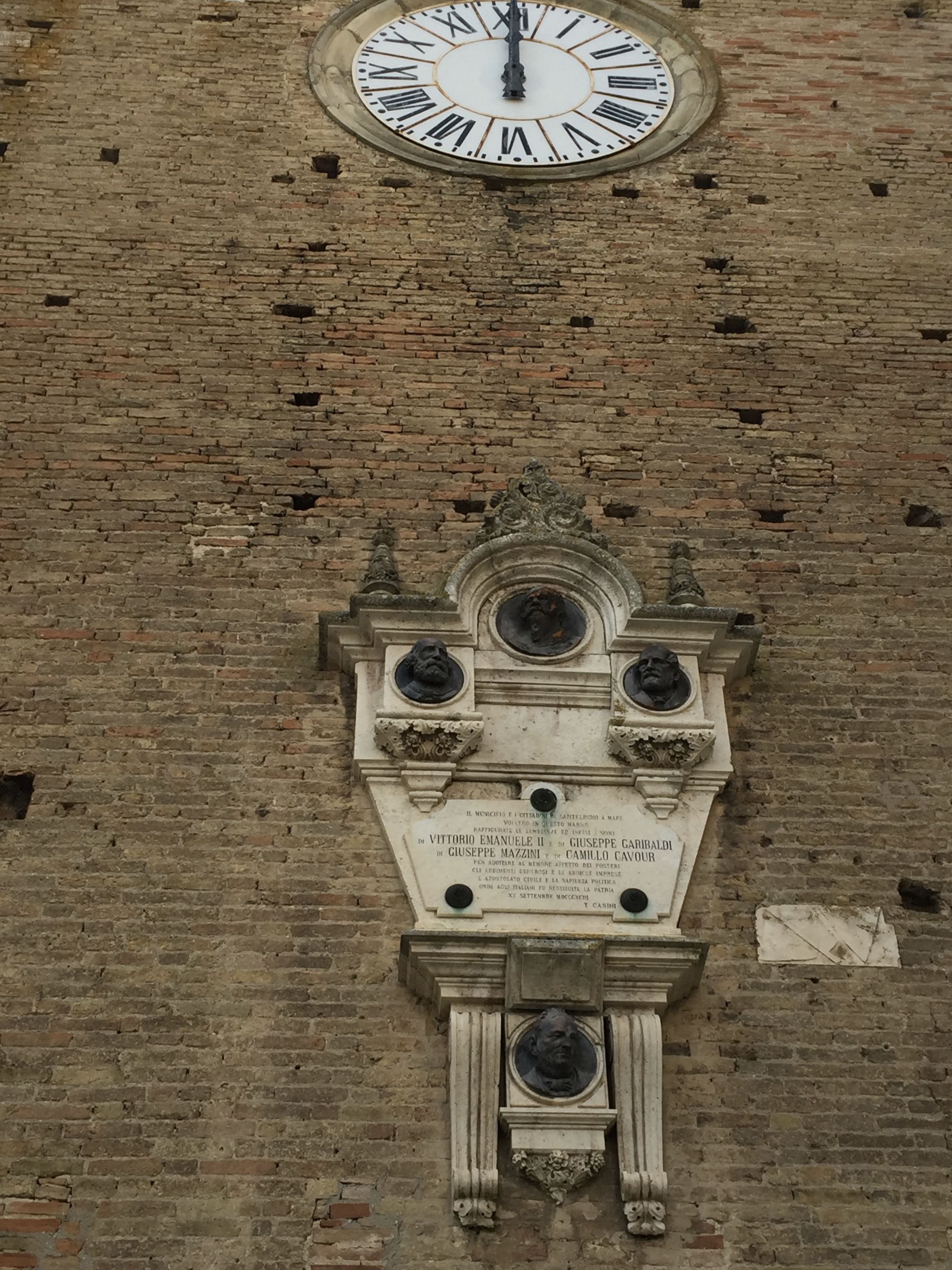
Torre gerosolimitana à midi.
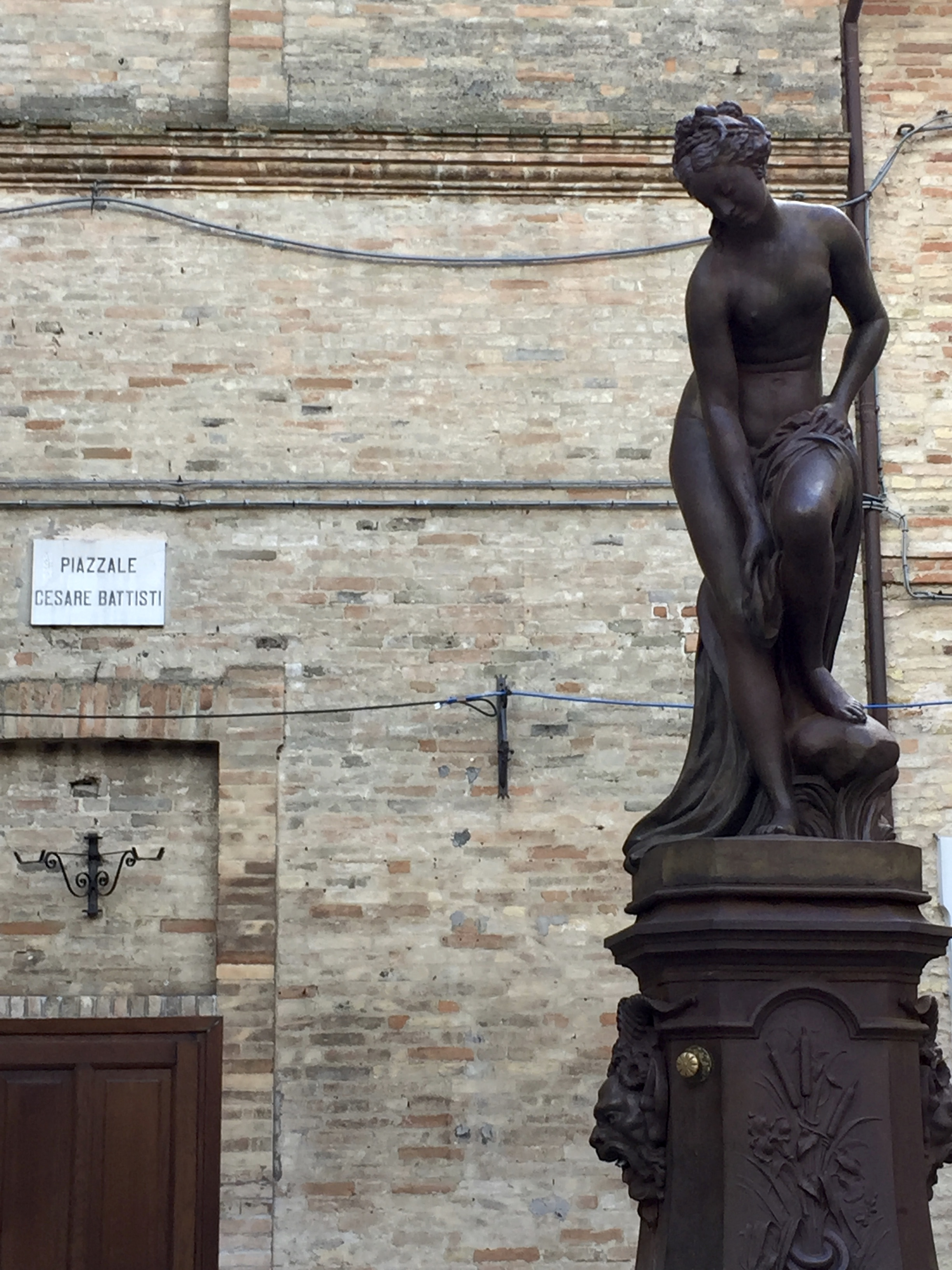
Détail de la Fontaine de la Pupa, Place Cesare Battisti.
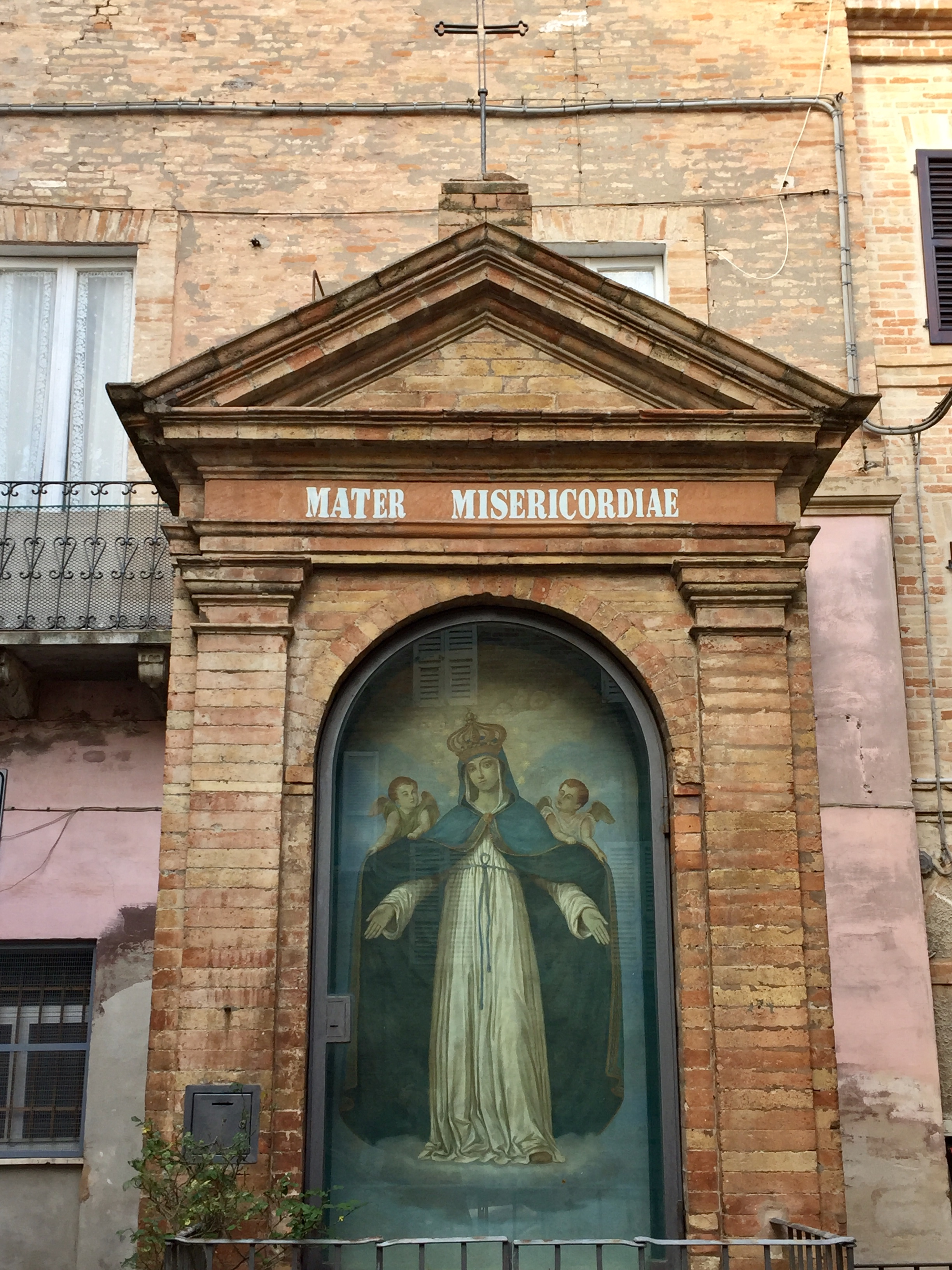
Mater Misericordiae.

## Administration
| Période                                  | Période  | Identité         | Étiquette     | Qualité |
| ---------------------------------------- | -------- | ---------------- | ------------- | ------- |
| 27 juin 2022                             | en cours | Alessio Pignotti | Liste civique | Maire   |
| Les données manquantes sont à compléter. |          |                  |               |         |

### Hameaux
Casette d'Ete, Cascinare, Bivio Cascinare, Castellano, Luce, Cretarola

### Communes limitrophes
Civitanova Marche, Fermo, Monte Urano, Montecosaro, Montegranaro, Porto Sant'Elpidio

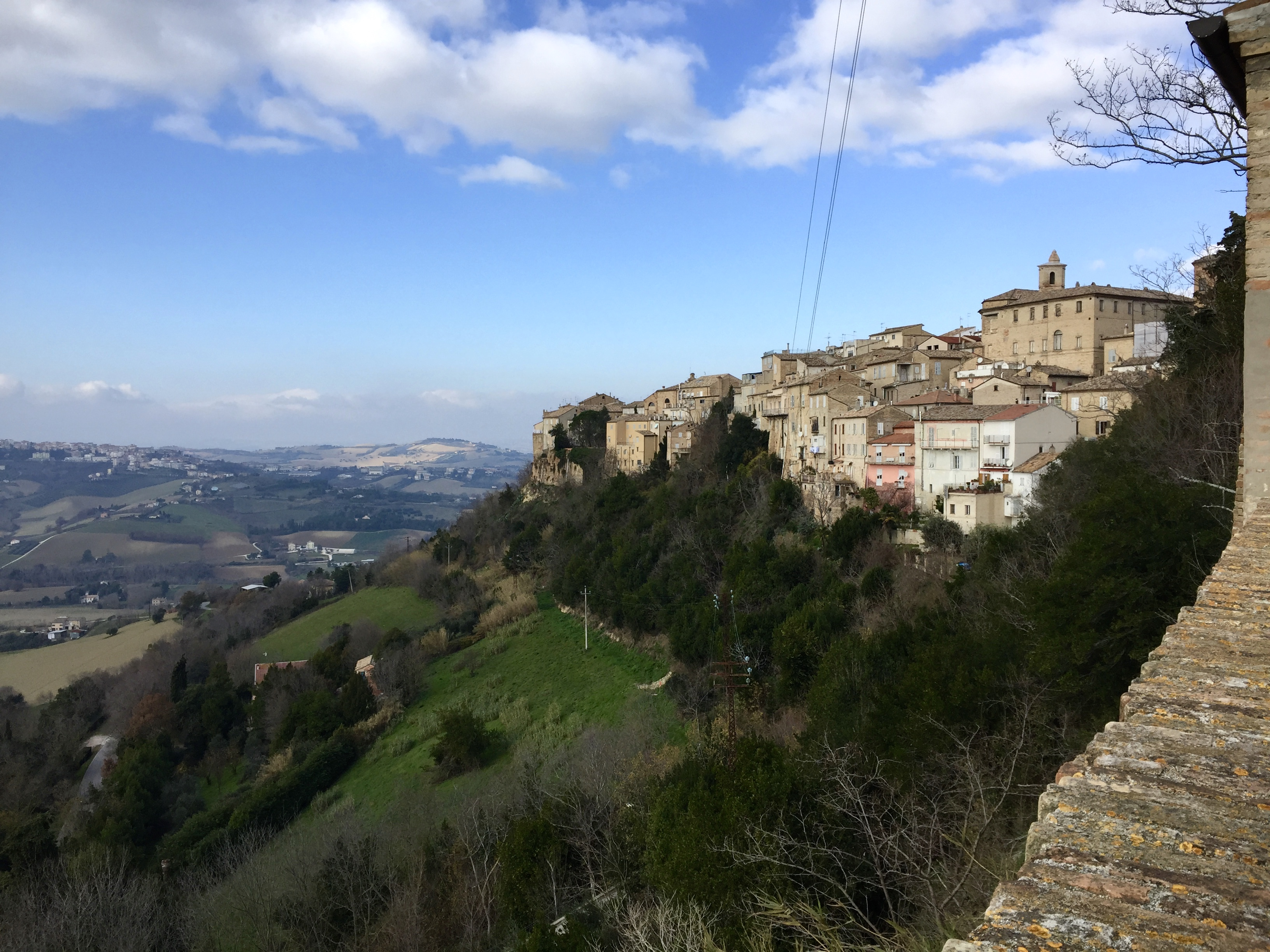
Versant Nord Ouest de Sant’Elpidio A Mare
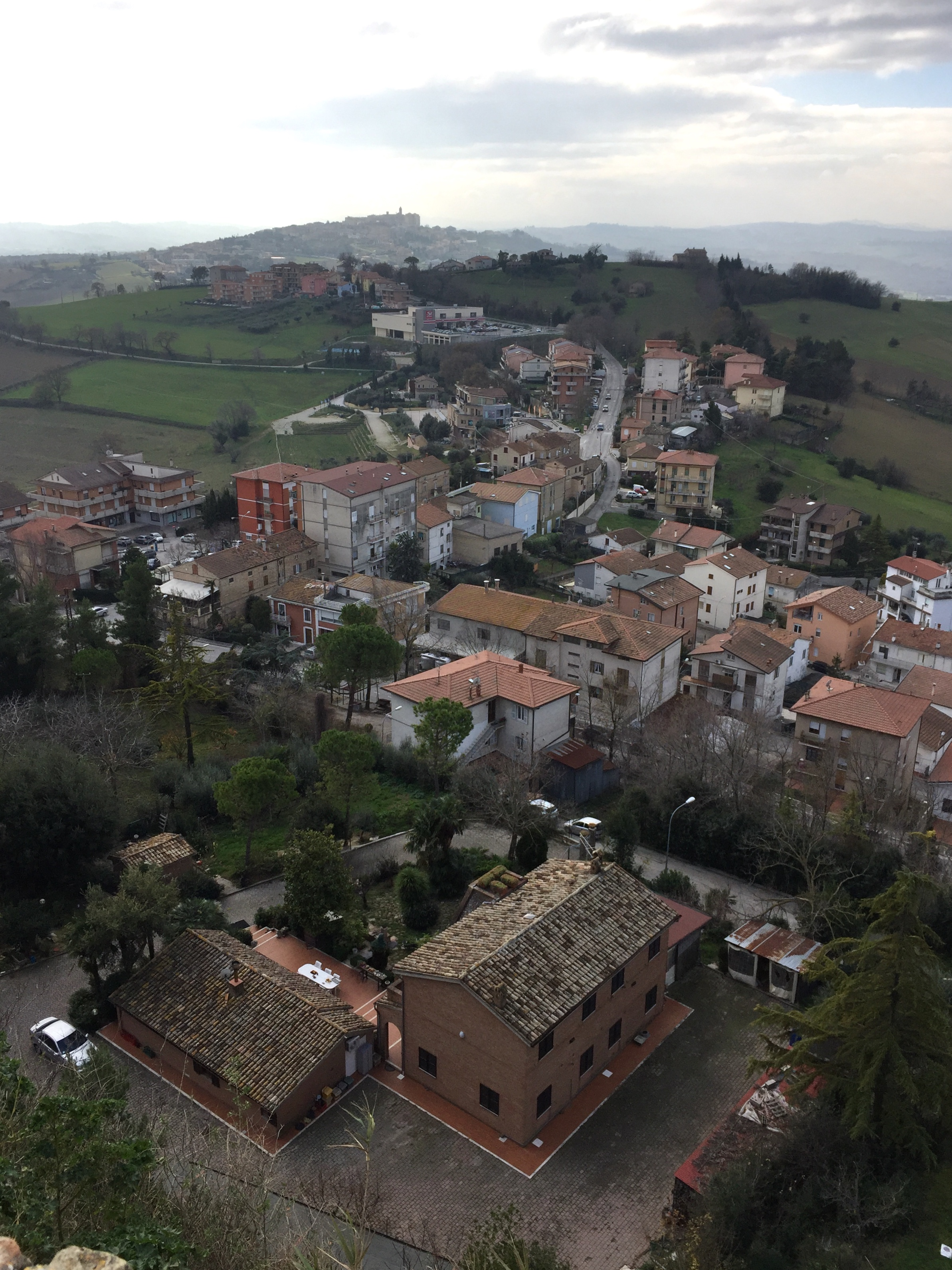
Versant Sud Ouest de Sant’Elpidio A Mare
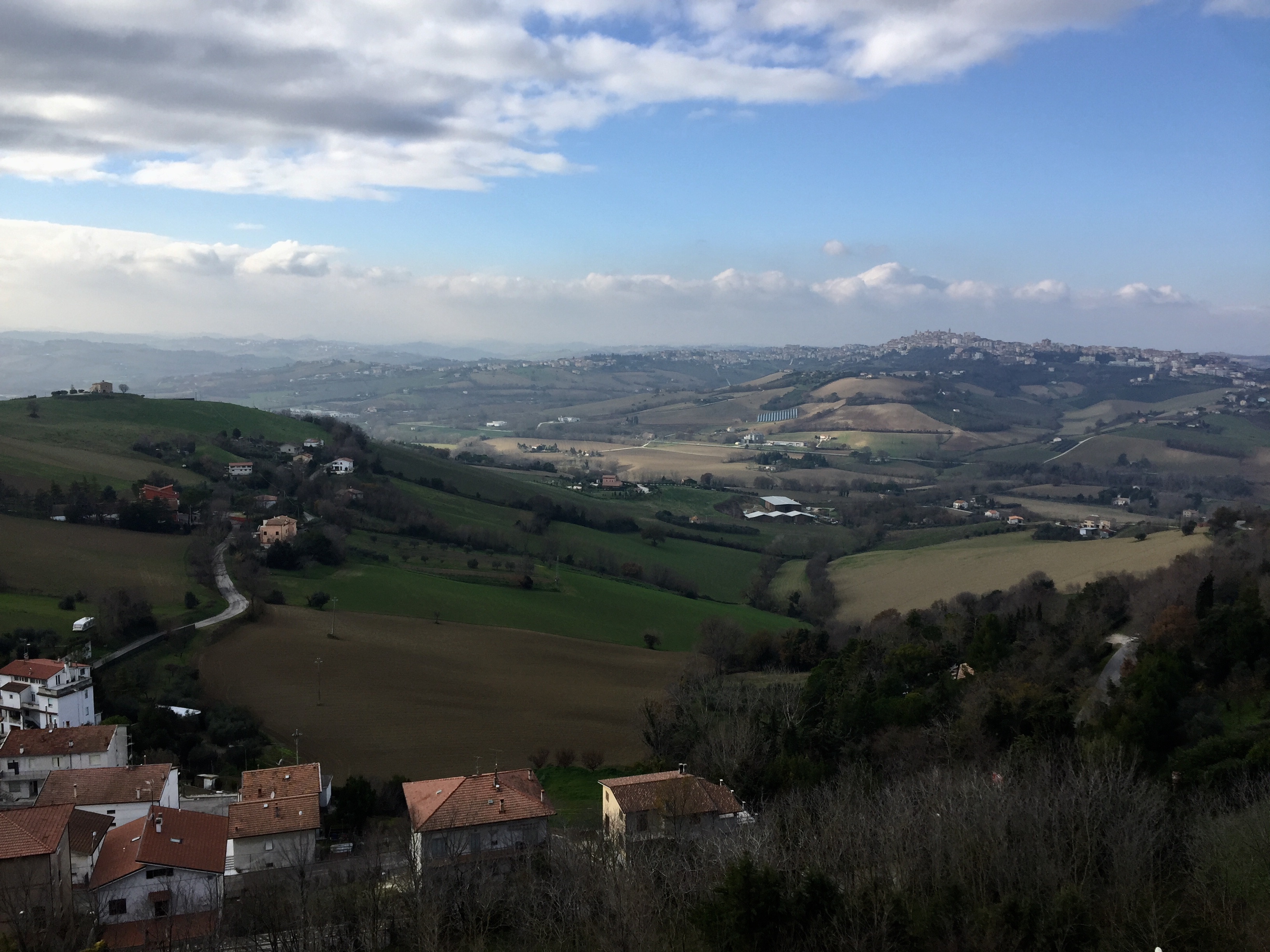
Le versant Nord Ouest de Sant’Elpidio A Mare